# Przegląd Islamski
Przegląd Islamski – kwartalnik wydawany w Warszawie w latach 1930-1937. Wydawcą była Muzułmańska Gmina miasta stołecznego Warszawy.
Redaktorem naczelnym był Wassan-Girej Dżabagijew.